# Noordoost-Afrikaanse grootoorvleermuis
De Noordoost-Afrikaanse grootoorvleermuis (Plecotus christiei) is een vleermuis uit het geslacht der grootoorvleermuizen (Plecotus) die voorkomt in de Libische en Nubische Woestijn, de Nijlvallei van Egypte en Soedan, de Sinaï en mogelijk ook Israël, Jordanië en Syrië. Deze laatste populaties zijn voorheen tot "Plecotus austriacus christii" gerekend en lijken daar ook op, maar veel van de maten van deze dieren zijn anders, zodat het nog onduidelijk is of we ze wel P. christii vertegenwoordigen. P. christii werd tot 2004 als een ondersoort van de grijze grootoorvleermuis (P. austriacus) gezien en wordt nu nog steeds tot de P. austriacus-groep gerekend.
De Noordoost-Afrikaanse grootoorvleermuis is een kleine, zeer licht gekleurde soort met grote bullae. De vleugel- en staartmembranen zijn dun, bleek en halfdoorzichtig. Ook de voeten zijn klein. De vacht is dun en bleek, van wit tot lichtgrijs. De voorarmlengte bedraagt 36,4 tot 40,2 mm, de duimlengte 5,5 tot 5,6 mm, de schedellengte 16,02 tot 16,62 mm en de lengte van het baculum 9,98 tot 10,41 mm.
Plecotus ariel
· Grootoorvleermuis (P. auritus)
· Grijze grootoorvleermuis (P. austriacus)
· Ethiopische grootoorvleermuis (P. balensis)
· Noordoost-Afrikaanse grootoorvleermuis (P. christiei)
· Plecotus homochrous
· Plecotus kolombatovici
· Plecotus kozlovi
· Berggrootoorvleermuis (P. macrobullaris)
· Plecotus ognevi
· Plecotus sacrimontis
· Sardijnse grootoorvleermuis (P. sardus)
· Plecotus strelkovi
· Taiwanese grootoorvleermuis (P. taivanus)
· Canarische grootoorvleermuis (P. teneriffae)
· Plecotus turkmenicus
· Plecotus wardi